# Витуњ
Витуњ је насељено мјесто града Огулина, у Карловачкој жупанији, Република Хрватска.

## Географија
Витуњ се налази око 8 км сјеверозападно од Огулина.

## Становништво
Према попису становништва из 2011. године, насеље Витуњ је имало 98 становника.
| Националност       | 1991. | 1981. | 1971. | 1961. |
| Срби               | 132   | 132   | 169   | 196   |
| Хрвати             | 8     | 7     | 6     | 1     |
| Југословени        | 5     | 20    |       |       |
| остали и непознато | 4     | 1     | 3     |       |
| Укупно             | 149   | 160   | 178   | 197   |

| Демографија | Демографија | Демографија |
| Година      | Становника  | Становника  |
| ----------- | ----------- | ----------- |
| 1961.       | 197         |             |
| 1971.       | 178         |             |
| 1981.       | 160         |             |
| 1991.       | 149         |             |
| 2001.       | 141         |             |
| 2011.       |             | 98          |